# 1634: Балтійська війна
«1634: Балтійська війна» (англ. 1634: The Baltic War) — продовження обох перших у своєму роді сиквелів, «Вогняне кільце» та «1633», написаних американськими авторами Еріком Флінтом і Дейвідом Вебером, опублікованих 2007 року. Довелося чекати узгодження графіка двома авторами, що виявилося складним і затримало роботу майже на два роки. Це продовжуєтьсяОсновна або центральноєвропейська нитка зосереджена на нещодавно організованих Сполучених Штатах Європи, що народилися в Центральній Німеччині під збройним захистом імператора Густава Адольфа (у попередньому романі «1633»), і, зокрема, на ролі громадян Ґрантвіля, нині Тюрингія та столиця Магдебург мають зіграти на світовій арені. Завдяки стабільності, яку нав'язав захист армії Густава, наприкінці 1633 року новачки-пробульці почали мігрувати в інші регіони світу «неоісторії».
Цей «роман другої половини» згортає дві сюжетні нитки, що залишилися висіти в «1633» Флінта та Вебера (2002): розв'язання полоненої дипломатичної місії Ґрантвіля, яку Карл I утримує в Лондонському Тавері, і як незграбний на вигляд флот адмірала Сімпсона із залізобетонних військових кораблів зумів вийти з Ельби повз Імперське вільне місто Гамбург, щоб зняти облогу Любека. У книзі також детально описані наземні бої, оскільки американці були зайняті перетворенням армії Густава на висококваліфіковану професійну армію за рахунок найманців, які були поширені в ту епоху.

## Літературне значення та відгуки
Publishers Weekly назвав книгу «захоплюючою», а також те, що автори «підкреслюють вплив ідей свободи, рівності та верховенства права» на формування переходу від абсолютизму до демократії. Хоча рецензент для SFRevu дав переважно позитивну рецензію, він написав, що книга «справді має відчуття, що вона не сфокусована», оскільки є «велика кількість персонажів, за якими слід стежити». Рецензент Midwest Book Review писав, що «стрімка сюжетна лінія містить кілька фронтів, на яких передові технології двадцять першого століття відіграють ключову роль у війні, але це психологічна і філософська битва за уми і серця людей, яка, можливо, більш важлива для справи свободи і демократії, ніж підготовлена професійна армія за рахунок найманців, настільки поширених в епоху».
«1634: Балтійська війна» — друга книга серії 1632 року, яка увійшла до списку бестселерів художньої літератури в твердій обкладинці New York Times. Протягом травня 2007 року ця книга змогла залишитися в списку NY Times протягом 2 тижнів, досягнувши 19 місця.
Окрім того, що «1634: Балтійська війна» була внесена до списку бестселерів NY Times, два місяці поспіль протягом 2007 року була включена до списку бестселерів журналу Locus у твердій обкладинці, посідаючи 2 місце, а також пізніше в списку бестселерів у м'якій палітурці за один місяць у 2009 році під номером 8.

## Головна (Центральноєвропейська) нитка
- Роман: «1632», 2000.
- Роман: 1633», 2003.
- Антологія: «Вогняне кільце», 2004.